# Zygia latifolia
Zygia latifolia  es una especie de plantas fanerógamas perteneciente a la familia de las leguminosas (Fabaceae). Es originario de Centroamérica.

## Descripción
Son árboles, que alcanzan un tamaño de  hasta 15 m de alto, con ramas y tallos glabrescentes. Las hojas de hasta 13 cm de largo, pinnas hasta 12 cm de largo, glabras; folíolos (2–) 3 (–5) por pinna, elípticos o ampliamente elípticos, 7–11.5 cm de largo y de 5 cm de ancho, ápice agudo, base ligeramente oblicua, glabros, nervadura broquidódroma, nervio principal inequilátero especialmente en la base del par de folíolos terminales, una glándula circular de 1 mm de diámetro entre cada par de folíolos; pecíolos 3–5 mm de largo, generalmente glabros, con una glándula circular de ca 3 mm de diámetro entre el par de pinnas, estípulas triangulares, 2 mm de largo, estriadas, fugaces. Inflorescencias en espigas de 0.5–1 cm de largo, caulifloras, pedúnculos hasta 4 mm de largo, glabros, bráctea floral triangular, 0.5 mm de largo, pubescente, flores blanquecinas, rosadas hacia el ápice; cáliz campanulado, 1.5--2.5 (–3) mm de largo, ligeramente pubescente, con 5 lobos asimétricos, corola tubular, 7–8 mm de largo, 5-lobada en 1/5 de su longitud, estriada; tubo estaminal exerto, 9–10 mm de largo; ovario 1.3–1.7 mm de largo, glabrescente, sésil; nectario intrastaminal menos de 0.5 mm de largo. Fruto plano o ligeramente curvo, hasta 20 cm de largo y 3.3 cm de ancho, dehiscente, las valvas cartáceas, glabras, café obscuras, márgenes generalmente no constrictos, sésil; semillas 6–10, ampliamente elípticas, 25–30 mm de largo, 20–25 mm de ancho y 5 mm de grueso.

## Distribución y hábitat
Es una especie común, en los márgenes de los ríos, en la zona atlántica; a una altitud de  0–50 m; desde el sureste de México a Sudamérica (Amazonia) y norte de Bolivia. Es característica por sus peciólulos casi negros y la nervadura inequilátera de la base de los folíolos.

## Taxonomía
Zygia latifolia fue descrita por (L.) Fawc. & Rendle y publicado en Flora of Jamaica, Containing Descriptions of the Flowering Plants Known from the Island 4: 150. 1920.
Sinonimia
- Calliandra latifolia (L.) Griseb.
- Zygia arborescens J. St. Hilaire	[2]